# Enrique Sola Clemente
Enrique "Kike" Sola Clemente (Cascante, Navarra, 25 de febrer de 1986) és un exfutbolista professional navarrès que jugava com a davanter.

## Carrera de club

### Osasuna
Format al planter del CA Osasuna, va debutar amb el primer equip a La Liga el 9 de juny de 2007, entrant com a substitut a la segona part en una victòria per 5–0 a fora contra el Reial Betis en el qual va marcar un doblet.
El 16 de juliol de 2009, després d'haver jugat poc les dues temporades anteriors (diverses lesions li varen fer perdre la forma), Sola va marxar al CD Numancia de Segona Divisió en una cessió per un any, com a part d'un acord que va fer viatjar Carlos Aranda en sentit contrari, de forma permanent. El 18 de gener de l'any següent, després d'una experiència poc positiva - fins i tot quan estava disponible diversos cops no va formar part de la llista de 18 convocats – va acabar contracte amb el club de Sòria i va marxar a l'estranger, al Levadiakos FC grec, fins al juny.
Per la temporada 2010–11, Sola fou inicialment la quarta opció rere Aranda, Walter Pandiani i el fitxat feia poc Dejan Lekić, i només va començar a jugar de manera significativa després de les lesions dels dos primers. El 13 de març de 2011, en una de les seves primeres titularitats, va marcar en una victòria per 3–1 a casa contra el Racing de Santander, i va tornar a marcar en el següent partit, una victòria per 4–0 contra l'Hèrcules CF.
Osasuna es va salvar del descens, i Sola va acabar com a màxim golejador de l'equip, malgrat que havia jugat menys de la meitat dels partits. L'11 de maig de 2011 va ajudar amb un doblet en una victòria a casa per 3–2 contra el Sevilla FC, després que el seu equip perdés 0–2 al mig temps.
Sola només va jugar set partits, sense marcar, la temporada 2011–12, en què va tenir problemes de tendinitis durant diversos mesos i va necessitar una intervenció quirúrgica a principis de març de 2012, que el va mantenir apartat fins al juny. El 25 de febrer de 2013, el dia del seu 27è aniversari, va jugar tot just 20 minuts sortint de la banqueta contra el Llevant UE, però va marcar el segon gol en un triomf 2–0 la temporada 2012–13.
El 31 de març de 2013, Sola va marcar un doblet que va permetre Osasuna remuntar, en una victòria per 3–1 sobre el Reial Valladolid a l'Estadi José Zorrilla.

### Athletic Club
L'estiu de 2013 Sola va fitxar per l'Athletic Club amb un contracte de cinc anys i una clàusula de rescissió de 30 milions d'euros; ell ja havia jugat amb el club en època juvenil, entre 12 i 17 anys. Després d'estar-se quatre mesos recuperant-se d'una lesió va marcar el seu primer gol el 26 de gener de 2014, tancant el marcador en una victòria per 5–1 fora de casa contra l'Osasuna.
Sola va jugar irregularment pels lleons, i va quedar-se a la banqueta a la final de Copa 2015 contra el FC Barcelona. Contra el mateix rival, a la Supercopa d'Espanya va entrar al minut 80 al partit de tornada al Camp Nou, i als set minuts fou expulsat per una falta comesa sobre Javier Mascherano; de tota manera el seu equip va guanyar 5–1 en el marcador global.
El desembre de 2015, Sola va marcar tan al partit d'anada com a la tornada contra la Real Balompédica Linense a la Copa del Rei, en què l'Athletic va guanyar per 8–0 en el resultat global. El següent 15 de gener va marxar a l'estranger per segon cop, i va fitxar per l'equip anglès líder de la Football League Championship, el Middlesbrough FC entrenat per Aitor Karanka, fins al final de la temporada 2015–16. Va jugar el seu primer partit el 6 de febrer, com a titular, i va jugar mitja part en un partit que acabà en empat 1–1 contra el Blackburn Rovers FC.
El 31 d'agost de 2016, Sola va anar al Getafe CF cedit per una temporada. De tota manera, a la següent finestra de mercat la cessió fou cancel·lada, i Sola va anar al CD Numancia, també de segona divisió, cedit temporalment. El 2017 va ser un altre mal any pel davanter, que només va jugar 11 partits entre els darrers tres equips que va defensar: Getafe CF, CD Numancia, i Athletic Club. Amb el darrer, el tècnic Kuko Ziganda només el va convocar un cop de 29 partits possibles.
Durant els seus quatre anys de contracte a l'Athletic, Sola va jugar molt residualment. L'1 de juny de 2018, al·legant falta de motivació, es va retirar, a 32 anys.

## Palmarès
- 1 Supercopa d'Espanya: 2015 (Athletic Club)[26]